# Roberto Lückert León

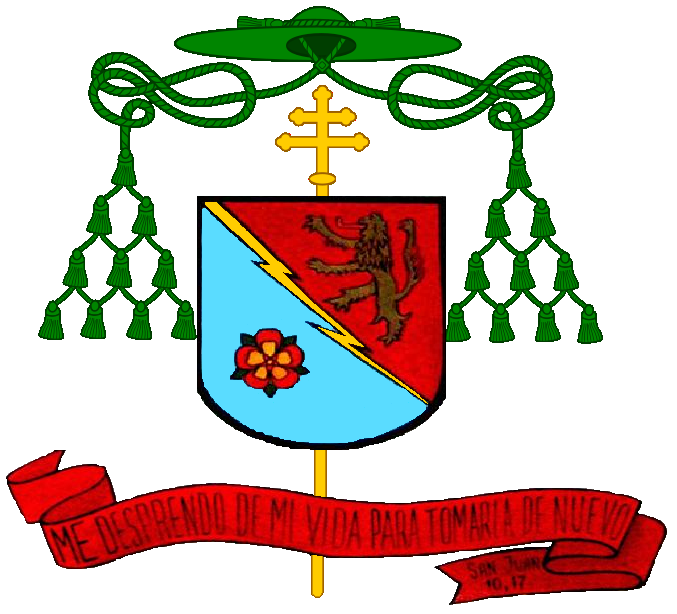
Lückerts Wappen als erster Erzbischof von Coro

Roberto Lückert León (* 9. Dezember 1939 in Maracaibo, Venezuela; † 16. Juni 2024 ebenda) war ein venezolanischer Geistlicher und römisch-katholischer Erzbischof von Coro.

## Leben
Roberto Lückert León war das älteste von acht Kindern der Eheleute Walter Lückert und Carmen Alicia León. Sein Vater war aus Deutschland eingewandert und evangelisch-lutherischer Konfession. Dass eine Katholikin einen Nicht-Katholiken heirate, war in Venezuela damals äußerst ungewöhnlich, die katholische Kirche warnte immer wieder davor. Gleichwohl fand Roberto Lückert zur katholischen Kirche. Er besuchte das Colegio Gonzaga der Jesuiten in seiner Heimatstadt, dann das dortige Kleine Seminar und schließlich das Priesterseminar Santa Rosa de Lima in Caracas, an dem er Philosophie und Theologie studierte.
Am 14. August 1966 wurde er zum Priester des Erzbistums Maracaibo geweiht. Er war zunächst Kaplan in der Pfarrei Santa Bárbara in Maracaibo. 1970 wurde er zum Pfarrer der Pfarrei Nuestra Señora de Lourdes in Maracaibo ernannt und 1972 zum Gründungspfarrer der neuen Pfarrei San Juan Bautista sowie zum Rektor der Rosenkranz-Basilika in Maracaibo. 1977 bestellte Erzbischof Domingo Roa Pérez ihn zum Generalvikar des Erzbistums Maracaibo und 1979 zum Herausgeber der Tageszeitung La Columna, die 1924 von Teresa López Bustamante, einer Pionierin des venezolanischen Journalismus, in Maracaibo gegründet worden war.
Papst Johannes Paul II. ernannte ihn am 27. April 1985 zum Bischof von Cabimas. Die Bischofsweihe spendete ihm der Erzbischof von Maracaibo, Domingo Roa Pérez, am 29. Juni desselben Jahres. Mitkonsekratoren waren der Bischof von Cumaná, Mariano José Parra León, und Baltazar Enrique Porras Cardozo, Weihbischof in Mérida.
Am 21. Juli 1993 wurde er zum Bischof von Coro ernannt und am 2. Oktober desselben Jahres in das Amt eingeführt. Mit der Erhebung des Bistums Coro zum Erzbistum am 23. November 1998 wurde Roberto Lückert Leon zu dessen erstem Erzbischof ernannt. Er leitete die Medienkommission des Lateinamerikanischen Bischofsrates (CELAM) und war Vizepräsident (von 2006 bis 2009) der venezolanischen Bischofskonferenz bzw. deren Ko-Vizepräsident (von 2009 bis 2012).
Von Februar 2014 bis August 2016 war er während der Sedisvakanz Apostolischer Administrator von Punto Fijo.
Bischof Lückert war ein unermüdlicher Verteidiger der Menschenrechte in der chavistischen Diktatur und prangerte die Ausplünderungen der Armen durch die Inflation und die Korruption der Herrschenden an.
Papst Franziskus nahm am 25. Oktober 2016 seinen altersbedingten Rücktritt an.

## Wahlspruch und Wappen
Seinen bischöflichen Wahlspruch entnahm Bischof Lückert dem Johannesevangelium: „mein Leben hingeben, um es wiederzugewinnen“ (Joh 10,17 ). Das Wappen zeigt unter anderem die Lippische Rose, eine Erinnerung an die Herkunft seines Vaters Walter. 

## Ehrungen
Die Regierung des Bundesstaates Zulia verlieh oberto Lückert León 2010 den Ehrentitel Hijo Ilustre del Zulia (Berühmter Sohn Zulias).